# Red Faction: Guerrilla
Red Faction: Guerrilla (с англ. — «Красная Фракция: Партизан») — шутер от третьего лица, разработанный американской компанией Volition, Inc. и изданный THQ. Red Faction: Guerrilla является мультиплатформенной игрой: версии для игровых консолей Microsoft Xbox 360 и Sony PlayStation 3 вышли в начале июня 2009 года, а версия для Microsoft Windows — в середине сентября 2009 года.
Игра является третьей частью серии игр Red Faction и повествует о событиях, которые происходят через 50 лет после окончания первой части. Действие всей игры проходит на Марсе в 2125 году. Игровым персонажем и главным героем в игре выступает Алек Мейсон (англ. Alec Mason), горный инженер, который присоединился к партизанам и ведёт борьбу против оккупантов из Earth Defence Force (в переводе с англ. — «Силы обороны Земли»).

## Сюжет

### Основная игра
Сюжет Red Faction Guerrilla развивается в 2125 году, спустя 50 лет после событий Red Faction. Силы Обороны Земли (С.О.З., англ. EDF), спасшие марсианских колонистов от гнёта корпорации Ultor, на фоне ресурсного голода и экономического кризиса установили собственный жестокий режим, угнетая колонистов региона Тарсис и устраивая террор против несогласных. На фоне этого на Марс прибывает главный герой игры — Алек Мэйсон, инженер-подрывник, приглашённый на заработки своим братом, Дэниелом. Последний оказался членом «Красной Бригады» (англ. Red Faction), ведущей партизанскую деятельность против С.О.З., но Алек не заинтересован в их распрях и просто хочет зарабатывать на жизнь. Дэн хитростью заставляет брата помочь организации, но во время вылазки его расстреливает патрульный вертолёт. Самого же Алека арестовывают карательные подразделения и собираются казнить на месте, но ему на помощь вовремя подоспевают члены «Красной Бригады», среди которых Хьюго Дэвис (действующий лидер и стратег), Самания (старший техник повстанцев) и Рэнди Дженкинс (радикальный террорист-подрывник, находящийся в розыске). Хоть Алек и не разделяет их идеалы, но всё же вступает в их состав — чтобы отомстить за брата.
Освободив район Паркер из-под влияния С.О.З., Мэйсон получает странное задание — расследовать кражу оружия из тайника мятежников. Следы воров приводят его в район Бесплодных земель и обрываются в заброшенном комплексе корпорации Ultor. Вместо пропавшего оружия там он находит странного вида высокотехнологичное устройство, которое он крадёт и передаёт Самании на анализ. Она узнаёт в нём «нано-кузню» — устройство, способное из любого материала создавать нанитов и управлять ими. Используя её как деталь, она собирает для Алека нанитную винтовку, в будущем надеясь вооружить её аналогами всех партизан. Тем не менее, о появлении «нано-кузни» через своего шпиона среди мятежников узнаёт адмирал Кобэл, главнокомандующий С.О.З., и поручает генералу Роту, заведующему Марсианским гарнизоном, разобраться с повстанцами. По приказу Рота артиллерийская база С.О.З. обстреливает район Пыльник, что приводит к большим потерям среди простых колонистов и вынуждает «Красную Бригаду» отступить в Пустоши.
Продолжая подрывную деятельность против С.О.З., Мэйсону и остальным удаётся взять в плен высокопоставленного офицера, от которого они узнают о наличии «слепых зон» в поле зрения артиллерии землян — а значит, через них можно подобраться к орудиям и вывести их из строя, лишив С.О.З. их главного оружия. И пока Самания и Дэвис разрабатывают план атаки, Мэйсон попутно освобождает районы Пустошей и Оазиса из-под контроля землян, вместе с этим воодушевляя всё больше колонистов-гражданских присоединиться к «Красной Бригаде». В день атаки мятежники, прорываясь к артиллерии, попадают под обстрел и несут потери, но Алеку удаётся почти в одиночку добраться до их позиций и вывести орудия из строя, вместе с этим открывая мятежникам дорогу на Эос — административную столицу Марса.
Далее «Красная Бригада» планирует атаковать совет Марса в день саммита и взять генерала Рота в плен, чтобы принудить С.О.З. к капитуляции. Однако в назначенный день операция срывается: Дженкинс, оказавшийся «кротом» землян, выдаёт С.О.З. местонахождение штаба повстанцев. Несмотря на отчаянное сопротивление, «Красная бригада» несёт большие потери, а командир Дэвис погибает, и оставшимся мятежникам вновь приходится уйти в подполье. Кроме того, они узнают, что к Марсу летит «Гидра» — флагман С.О.З., возглавляемый лично Кобэлем, который намеревается провести карательную операцию по всем колониям планеты и подавить мятеж. Полагая, что иного выхода уже нет, Самания предлагает Мэйсону отчаянный план — заключить временное перемирие с мародёрами (бывшими сотрудниками корпорации Ultor, что сейчас ведут племенной образ жизни в незаселённых регионах Марса) и вместе с ними атаковать командную ставку С.О.З., чтобы взять Рота в заложники и принудить Кобеля к переговорам. Ваша, лидер мародёров и сестра Самании, по началу не собирается слушать их, но всё же соглашается помочь в обмен на нано-кузню, которую Мэйсон должен будет вернуть им. Вместе повстанцы и мародёры атакуют последнюю базу С.О.З. и освобождают район Эос от их влияния, но генерал Рот сумел бежать.
По мере приближения «Гидры» к Марсу, Самания решает изменить план: она предлагает сбить судно ракетой с нано-кузней в качестве боеголовки. Для этого устройство нужно донастроить с помощью ускорителя частиц, который находится на горе Вогель к северу от Тарсиса — и там же её можно погрузить в готовую к запуску ракету (под горой находится один из комплексов Ultor). Самании удаётся настроить устройство и установить его в ракету, но отряд мародёров Ваши, посланный открыть люк для запуска, атакован последним батальоном Рота и целиком разбит. «Гидра» вот-вот выйдет на дистанцию атаки, из-за чего Мэйсону приходится на танке прорываться к вершине горы, уничтожая последние силы С.О.З., чтобы сразиться с Ротом и после его смерти разрушить пусковой люк. Ракета с нано-кузней стартует и сбивает «Гидру».
Мятежники и колонисты празднуют победу, провозгласив независимость Марса от Земли. В конце Мэйсон рассуждает, что однажды земляне всё же захотят взять реванш и вновь отобрать свободу у марсиан, но он и «Красная Бригада» будут к этому готовы.

### DLC «Демоны Пустошей»
Дополнение служит приквелом к сюжету основной игры и ведётся от лица Самании.
За 8 лет до прибытия Мэйсона на Марс войска С.О.З. оккупируют долину Ма́ринер, служащую территорией мародёров. Ваша вместе с отрядом верных ей мародёров пытается дать бой захватчикам, но попадает в плен. Узнав, что вскоре её должны будут казнить в назидание остальным, Самания вместе с другими мародёрами штурмует укрепления С.О.З. и спасает сестру. Однако, Ваша жаждет мести и хочет нанести С.О.З. как можно больше вреда, пока её люди всё ещё горят желанием сражаться. Для этого она по плану устраивает массированные атаки на другие укрепления С.О.З., отвлекая их, пока Самания должна будет пробраться в их штаб и убить местного коменданта. План удаётся, но Ваша не желает останавливаться и планирует масштабную атаку на С.О.З., чтобы окончательно изгнать землян со своей территории. Понимая, что сестра и её люди не собираются щадить и простых колонистов, Самания покидает родное племя и в одиночку штурмует лагерь для интернированных, откуда вызволяет своих соплеменников и несколько политзаключённых, среди которых оказываются Дэниел Мэйсон и Хьюго Дэвис. Втроём они угоняют БТР и прорываются к выезду из долины сквозь враждебные силы как С.О.З., так и мародёров Ваши. Последняя предупреждает сестру, что если она предала их, то ей лучше не возвращаться в племя. Понимая, что в мире есть вещи поважнее постянной борьбы за жизнь, Самания принимает предложение Дэвиса и присоединяется к «Красной Бригаде».

## Игровой процесс

### Одиночная игра
Одиночное прохождение выполнено в виде большого набора миссий, где игроку предстоит освободить значительную часть Марса от сил тирании. Главным врагом на этот раз являются Силы Обороны Земли (или сокращённо СОЗ). Под их жестким контролем находится шесть больших секторов планеты, суммарная площадь которых 12 квадратных километров. Игроку предстоит постепенно установить контроль над всеми районами и снизить влияние врага. Все действия происходят в открытом мире, где можно разрушать практически все строения. Для полного захвата территории требуется выполнять сюжетные миссии и дополнительные задания. Первые нужны для непосредственного прохождения, а вторые для получения репутации в каждом из регионов. Для перемещения на большие расстояния игроку можно использовать различную технику, которую потом можно применять для разрушения некоторых объектов.
Основная валюта в игре — металлолом. Он выпадает из разрушенных объектов, а также даётся как оплата в конце заданий.
Чем дальше игрок продвигается по сюжетной линии, тем сильнее становятся противники (больше жизней, сильнее оружие). Вместе с этим открываются и улучшения для оружия игрока.
Типы побочных заданий.
- Collateral Damage (досл. Сопутствующий ущерб) — режим, в котором игроку предлагается разрушить как можно больше построек, стреляя из ракетной турели на машине Дженкинса, одного из персонажей игры. Задача — разрушить построек, техники или убить солдатов СОЗ на определённую сумму, не дав противнику уничтожить машину.
- Guerrilla Raid (досл. Партизанский рейд) — игроку предлагается помочь партизанам уничтожить некий опорный пункт СОЗ, не давая противнику уничтожить Вас до этого.
- Transporter (досл. Перевозчик) — игрок за определённое время должен доставить машину до одного из убежищ Красной Бригады.
- Demolitions Master (досл. Мастер разрушений) — игрок за определённое время определёнными инструментами должен снести постройку.
- Home Arrest (досл. Домашний арест) — игрок должен спасти партизан, захваченных СОЗ.
- Interception (досл. Перехват) — игрок должен похитить машину или данные у СОЗ.

На ход игры не влияет то, выполняете Вы побочные миссии или нет. Они могут помочь Вам заработать металлолом или снизить влияние СОЗ. Тем не менее с выполнением побочных заданий открывается новое оборудование и оружие.

## Сетевая игра
Режимы игры:
- Несуны — каждый сам за себя, победителем считается тот, кто дольше всех пробыл с сумкой.
- Командные Несуны — командная игра, победителем считается та команда, игроки которой дольше пробыли с сумкой, чем другая команда.
- Аварийные Работы (англ. Damage Control) — командная игра,
- Анархия (англ. Anarchy) — сам за себя, цель убить как можно больше игроков.
- Командная Анархия (англ. Team Anarchy) — командная игра, цель убить как можно больше игроков чужой команды.
- Захват Флага (англ. Capture the Flag) — командная игра, цель захватить флаг вражеской команды и отнести его на свою базу.
- Разрушение
- Осада (англ. Siege)
- Большой Миксер (англ. Demolition)

## Игровой движок
Red Faction: Guerrilla использует игровой движок Geo-Mod второй версии. В качестве физического движка используется Havok. Основной особенностью «Geo-Mod 2» является возможность полной разрушаемости любых искусственных построек на игровом уровне.
| Системные требования | Системные требования                                                                           | Системные требования                                           |
| -------------------- | ---------------------------------------------------------------------------------------------- | -------------------------------------------------------------- |
|                      | Минимальные                                                                                    | Рекомендуемые                                                  |
| Microsoft Windows    |                                                                                                |                                                                |
| ОС                   | XP SP 2 / Windows Vista SP 1 / Windows 7                                                       | XP SP 2 / Windows Vista SP 1 / Windows 7                       |
| ЦПУ                  | Двухъядерный с тактовой частотой 2,0 ГГц (Intel Core 2 Duo или AMD Athlon X2) или более мощный | Двухъядерный процессор 3,2 ГГц                                 |
| Объём ОЗУ            | 1 Гбайт                                                                                        | 2 Гбайта                                                       |
| Место на диске       | 15 Гбайт свободного места                                                                      | 15 Гбайт свободного места                                      |
| Видеокарта           | NVIDIA 7600GT или ATI Radeon X1300 с объемом памяти 128 МБ с Pixel Shader: 3.0                 | NVIDIA GeForce 8800 GT / ATI Radeon HD3850 с Pixel Shader: 3.0 |

## Разработка и поддержка игры

### Период разработки игры
- Олег Ставицкий. Подвиг шахтера. Red Faction: Guerilla. Игромания (журнал) (9 июня 2008). Дата обращения: 26 сентября 2009.
- Олег Ставицкий. Red Faction: Guerilla. Игромания (журнал) (8 октября 2008). Дата обращения: 26 сентября 2009.

### Период поддержки игры
Mumby. Третий контент-пак для Red Faction: Guerrilla появится 1-го октября. PlayGround.ru (26 сентября 2009). Дата обращения: 26 сентября 2009. Архивировано из оригинала 17 апреля 2013 года.

## Отзывы и награды
| Сводный рейтинг | Сводный рейтинг | Сводный рейтинг | Сводный рейтинг | Сводный рейтинг | Сводный рейтинг |
| Издание         | Оценка          | Оценка          | Оценка          | Оценка          | Оценка          |
| Издание         | Switch          | PC              | PS3             | PS4             | Xbox 360        |
| --------------- | --------------- | --------------- | --------------- | --------------- | --------------- |
| GameRankings    | 70,83 %         | 82,10 %         | 86,90 %         | 70,86 %         | 85,27 %         |

Журнал «Игромания» несмотря на то, что «по всем формальным признакам Red Faction: Guerilla — не такой уж и провал», по итогам 2009 года отметила ключевую особенность игры — полностью разрушаемое окружение — наградой «Развал сараев года».
- Nomad. Рецензия на Red Faction: Guerrilla. Absolute Games (26 сентября 2009). Дата обращения: 26 сентября 2009.
- Михаил Шкредов (Thunder). Red Faction: Guerrilla - ломай, круши! GameTech (19 июня 2009). Дата обращения: 26 сентября 2009. Архивировано 8 апреля 2012 года.
- Mattlov. Обзор Red Faction: Guerrilla. 2gamers.ru (16 октября 2009). — Рецензия на игру. Дата обращения: 18 ноября 2009. Архивировано из оригинала 13 декабря 2010 года.

## Продажи
Летом 2018 года, благодаря уязвимости в защите Steam Web API, стало известно, что точное количество пользователей сервиса Steam, которые играли в игру хотя бы один раз, составляет 1 010 775 человек.